# 도널드 메이

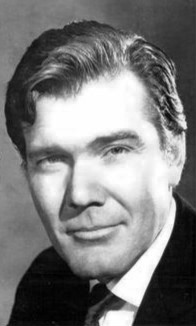
도널드 메이(1971년)

도널드 메이(영어: Donald May, 1927년 2월 22일~2022년 1월 28일)는 미국의 배우, 텔레비전 배우이다.
시카고에서 태어났다.

## 출연 작품

### 영화
- 원 라이프 투 리브(1968년)
- 폴로우 미, 보이즈!(1966년)
- FBI(1965년)
- 선셋 77번가(1958년)
- 콜트45(1957년)
- 애즈 더 월드 턴즈(1956년)
- 디즈니랜드(1954년) - 태처 역